# Сделано в Париже (фильм)
«Сделано в Париже» — американская кинокомедия 1966 года, режиссёр — Борис Сагал.

## Сюжет
Ирен Чейз, хозяйка крупного магазина посылает свою ассистентку Мэгги Скотт в Париж для приобретения партии модной одежды. Другая причина, Ирен хочет отдалить Мэгги от своего сына Теда, так как подозревает, что между ними возникли романтические отношения. В Париже Мэгги встречается со знаменитым модельером Марком Фонтеном, и у них возникают сложные отношения — смесь любви и ненависти. Когда Мэгги, кажется, упускает выгодный контракт с Фонтейном, в Париж приезжает Тед Баркли. Его задача исправить положение, но он только ещё больше всё запутывает, так он влюблён в Мэгги и хочет завоевать её сердце. Мэгги преследует третий мужчина — репортёр Херб Стоун.

## В ролях
- Ричард Кренна — Херб Стоун
- Энн-Маргрет — Мэгги Скотт
- Луи Журдэн — Марк Фонтен
- Чад Эверетт — Тед Баркли
- Эди Адамс — Ирен Чейз
- Марсель Далио — Жорж
- Фриц Фельд — Жозеф, ночной охранник (в титрах не указан)